# 黒須正明
黒須 正明（くろす まさあき、1948年 - ）は、日本の研究者。ユーザインタフェース、特にユーザ工学やUXを研究している。ユーザビリティ分野やユーザ中心設計分野での第一人者である。JISやISOでのユーザビリティ関連規格の策定に関わり、DTM (Dual Time Model), sHEM (structured Heuristic Evaluation Method), マイクロシナリオ、概念依存分析、TFD (Time Frame Diary)、UXグラフ、ERM (Experience Recollection Method)等の手法開発を行う。1999年にユーザ工学、2007年には人工物発達学(その後人工物進化学)を提唱している。特に、みかけのユーザビリティ(apparent usability)に関する研究は、世界的な議論をひき起こした。クリエイティブ・ディレクターの黒須美彦は実弟。

## 学歴
- 桐朋中学校卒業 (1964)
- 桐朋高等学校卒業 (1967)
- 早稲田大学文学部心理学科卒業 (1971)
- 早稲田大学大学院文学研究科修士課程心理学専修修了 (1973)
- 早稲田大学大学院文学研究科博士課程心理学専修単位取得満期退学 (1978)

## 職歴
黒須の代表的な職歴は以下の通り。
- 日立製作所 中央研究所 主任研究員 (1978年-1988年)
- 日立製作所 デザイン研究所 主任研究員 (1988年-1996年)
- 静岡大学 情報学部情報科学科 教授 (1996年-2001年)
- 独立行政法人メディア教育開発センター 研究開発部 教授（2001年-2009年）
- 独立行政法人メディア教育開発センター 理事長補佐（2004年-2008年）
- 国立大学法人総合研究大学院大学 文化科学研究科 メディア社会文化専攻 専攻長（2002年-2007年）
- 国立大学法人総合研究大学院大学 文化科学研究科 研究科長（2007年-2009年）
- 国立大学法人総合研究大学院大学 文化科学研究科 メディア社会文化専攻 教授（2001年-2013年）
- 国立大学法人総合研究大学院大学　学長特別補佐 (2009年-2010年)
- 学校法人放送大学　教授 (2009年-2017年)

- 客員教授・非常勤（現在含む）
  - 東京工芸大学(1976年-1979年)
  - 早稲田大学(1987年-1993年)
  - 東京工業大学(1991年-1992年)
  - 東京造形大学(1998年-1999年)
  - 中国沈陽航空工業学院名誉教授(1998年)
  - 長岡造形大学(1994年-2005年)
  - Katholieke Universiteit Nijmegen(1996年-1997年)
  - 秋田大学(2001年-2002年)
  - 東京農工大学(2003年-2012年)
  - 東京電機大学(2004年-2025年)
  - 東海大学(1978年-1978年,2004年-2018年)
  - サイバー大学(2009年-2013年)
  - 産業技術大学院大学(2009年-2011年)

など

## 受賞歴
- IFIP Silver Core Award (2013)
- IFIP TC13 Pioneer Award (2019)

## 役職歴
黒須の代表的な役職は以下の通り。
- APCHI(Asia Pacific Computer Human Interaction)98大会委員長 (1998)
- IFIP TC13委員会日本委員 (2012年まで)
- JIS TC159／SC4／WG6主査 (2011年まで)
- INTERACT2001大会長 (2001)
- ヒューマンインタフェース学会　ユーザビリティ専門研究会主査 (2008まで)
- NPO人間中心設計推進機構(HCD-Net)　理事長 (2015まで)、現在、名誉理事長
- TC協会　理事 (2007年-2008年)
- ICHCI(International Conference on Human Centered Design)大会長 2009,2011
- HCII HCI Thematic Area大会長 (2013-現在に至る)

など

## 著作
- 「現場の声から考える人間中心設計」橋爪絢子、黒須正明 2022
- 「人間中心設計におけるユーザー調査　HCDライブラリー第五巻」黒須正明、橋爪絢子 2021
- 「UX原論」黒須正明、近代科学社 2020
- 「人間中心設計における評価　HCDライブラリー第七巻」黒須正明、樽本徹也、奥泉直子、古田一義、佐藤純 、近代科学社 2019
- 「コンピュータと人間の接点　改訂版」黒須正明、暦本純一、放送大学教育振興会 2018
- 「Theory of User Engineering」Masaaki Kurosu、CRC Press 2016
- 「ユーザ調査法」黒須正明、高橋秀明編著、放送大学教育振興会 2016
- 「研究者の省察」黒須正明、近代科学社 2015
- 「人間中心設計の基礎　HCDライブラリー第一巻」黒須正明、近代科学社 2013
- 「コンピュータと人間の接点」黒須正明、暦本純一、放送大学教育振興会 2013
- 「情報機器利用者の調査法」黒須正明、高橋秀明編著、放送大学教育振興会 2012
- 「人工物発達研究」 総合研究大学院大学メディア社会文化専攻黒須研究室刊行 (Vol.1 2008, Vol.2 2009) ISSN 1883-0595
- 「ユーザビリティハンドブック」黒須正明、山岡俊樹、小松原明哲、早川誠二、若松正晴 (編集幹事)、共立出版 2007 ISBN 978-4320121928
- 「ユーザビリティテスティング」キャロル・バーナム著、黒須正明監訳、翔泳社 2007 ISBN 978-4320071544
- 「人間科学と工学の融合点 ? ユーザ工学の定立とその周辺」in 構造構成主義研究 1 (1) 「現代思想のレボリューション」西條剛央、京極真、池田清彦(編)、北大路書房、2007 ISBN 978-4762825446
- 「ユーザ工学に至る道」in 西條剛央ほか編「エマージェンス人間科学、理論・方法・実践とその間から」、北大路書房、2007 ISBN 978-4762825361
- 「ユーザビリティテスティング」in 人間生活工学研究センター編「ワークショップ人間生活工学　第三巻　インタラクティブシステムのユーザビリティ」、丸善、2005 ISBN 978-4621075418
- 「人間中心設計」in 人間生活工学研究センター編「ワークショップ人間生活工学　第一巻　人にやさしいものづくりのための方法論」、丸善、2005 ISBN 978-4621075395
- 「ペーパープロトタイピング 最適なユーザインタフェースを効率よくデザインする」Carolyn Snyder(著), 黒須正明(監訳)、オーム社、2004 ISBN 978-4274065668
- 「ユーザビリティテスティング」黒須正明編著、共立出版、2003 ISBN 4-320-07154-9
- 「A Cultural Comparison of Website Design From A Usability Engineering Perspective」in Human Factors and Web Development (2nd Ed.)、Julie Ratner (ed.)、LEA、2002
- 「ISO13407がわかる本」、黒須正明、平沢尚毅、堀部保弘、三樹弘之、オーム社、2001 ISBN 978-4274024641
- 「人間中心設計と感性」in 「感性工学と情報社会」鈴木邁監修、大澤光編著、森北出版、2000 ISBN 978-4627950214
- 「岩波講座　マルチメディア情報学9「情報の創出とデザイン」」、安西祐一郎、浜田洋、小澤英昭、中谷多哉子、岡田謙一、黒須正明、岩波書店、2000 ISBN 978-4000109697
- 「ユーザ工学入門-使い勝手を考える、ISO13407への具体的アプローチ-」、黒須正明、伊東昌子、時津倫子、共立出版、1999 ISBN 978-4320071469
- 「認知的インタフェース」海保博之、原田悦子、黒須正明、新曜社、1991 ISBN 978-4788503861

など